# Post mortem (álbum de Último Resorte)
Post Mortem es un LP de Último Resorte que fue publicado, póstumamente, diez años después de la disolución del grupo, en 1994 en el sello Tralla Records (referencia TRLP 030). Recoge una maqueta grabada el 5 de abril de 1981 en los locales Rius i Carrió de Barcelona. La remezcla de las cintas originales se realizó el 6 de julio de 1992 en el estudio Maratón, estando a cargo del técnico Antonio Prió y ocupándose Tralla Records de la producción . 
En la portada se halla una fotografía de la cantante de Último Resorte tomada en uno de los conciertos dados por el grupo en el País Vasco en 1983, en un momento en que le quedó un pecho al descubierto bajo la camiseta de mallas bondage. En la contraportada, aparte de los títulos de los temas, figura una fotografía del público del festival de Oñate de abril del mismo año.
El disco se acompañaba con un libreto que contenía las letras de las canciones, numerosas fotos del grupo procedentes de diferentes épocas y formaciones, recortes de prensa con reseñas de discos y conciertos, flyers y carteles de conciertos y una biografía del grupo realizada por la cantante Silvia Escario.
El LP representa el único documento editado que permite conocer el sonido del grupo en sus primeros años (1979-1981), con un estilo mucho más punk pop que el que posteriormente mostraron en sus publicaciones de 1982 y 1983, afectado por las evoluciones del sonido punk en el Reino Unido o Estados Unidos. Aquí se escucha un punk con raíces en el sonido de 1977 de grupos como The Rezillos, The Vibrators o los Dogs franceses. Baste señalar que el guitarrista, Choli, toca sin emplear pedal de distorsión, lo que no impide que extraiga al instrumento sonidos agresivos y nerviosos. 
Sólo unas pocas de las 22 canciones incluidas en esta maqueta llegaron a editarse con posterioridad, y para entonces habiendo sufrido notables cambios: «Hogar, dulce hogar» (también conocida como «Cementerio caliente»), «Peligro social», «Barcelona es diferente», «Johny mofeta» aparecieron en el EP Último Resorte, mientras que «Autodestrucción» y «Agresividad controlada (2)» lo hicieron en el maxisencillo Una causa sin fondo.

## Listado de temas

### Cara A
1. «Hogar, dulce hogar» (UR)
2. «Peligro social» (UR)
3. «Electroshock» (UR)
4. «Año 2000» (UR)
5. «No sintonizo» (Patrick Boissel)
6. «Sólo es una moda» (UR)
7. «Autodestrucción» (UR)
8. «Feliz fin del mundo» (UR)
9. «Me excitas» (UR)
10. «Al borde de la asfixia» (UR)
11. «Barcelona es diferente» (UR)

### Cara B
1. «Johny Mofeta» (UR)
2. «Humanoides» (UR)
3. «No hay tiempo» (UR)
4. «Máquina» (UR)
5. «Agresividad controlada (2)» (UR)
6. «Las quinielas» (UR)
7. «Berlín 80» (UR)
8. «La bruja» (letra: Scotty - música: UR)
9. «Puramanía» (UR)
10. «Sinfónico no, gracias» (UR)
11. «Agresividad controlada (1)» (UR)

## Personal
- Silvia - voz
- Juanito - guitarra
- Choli - guitarra
- Jorge Yepes - batería

### Personal adicional
- Técnico (1981): Carles Mira
- Colaboradores (1981): Flint y Panko
- Técnico del editado del master (1992): Antonio Prió
- Producción: Tralla Records
- Idea y coordinación: Vads

- Datos: Q6083431